# Aeroportul Kodiak
Aeroportul Kodiak (IATA: ADQ, ICAO: PADQ, FAA LID: ADQ) este un aeroport din Alaska, Statele Unite ale Americii ce deservește zona Kodiak. Aeroportul a fost tranzitat în 2019 de 171.310 pasageri. A fost numit după zona deservită.
Situat la o altitudine de 24 m, aeroportul dispune de 3 piste. Este operat de Alaska Department of Transportation & Public Facilities⁠(d).

## Infrastructură

### Piste
Aeroportul dispune de 3 piste: 
- pista 01/19 din asfalt, cu dimensiunile 5.010 picioare × 150 picioare
- pista 08/26 din asfalt, cu dimensiunile 7.533 picioare × 150 picioare
- pista 11/29 din asfalt, cu dimensiunile 5.400 picioare × 150 picioare